# تپه قصبه‌قیه‌سی ۳
تپه قصبه قیه سی ۳ در شهرستان بویین زهرا، بخش آوج، دهستان نیارج، ۲۸۰ متری جنوب غربی روستای نیارج واقع شده و این اثر در تاریخ ۲۶ اسفند ۱۳۸۶ با شمارهٔ ثبت ۲۲۲۲۶ به‌عنوان یکی از آثار ملی ایران به ثبت رسیده است.